# 伊那小沢駅
伊那小沢駅（いなこざわえき）は、長野県下伊那郡天龍村平岡にある、東海旅客鉄道（JR東海）飯田線の駅である。

## 歴史
- 1936年（昭和11年）12月30日：三信鉄道小和田 - 満島（現・平岡）間延伸時に開設[1]。一般駅。
- 1943年（昭和18年）8月1日：三信鉄道が飯田線の一部として国有化、運輸通信省（後の日本国有鉄道）の駅となる[3]。
- 1971年（昭和46年）12月1日：貨物・荷物扱い廃止（旅客駅化）[4]。
- 1984年（昭和59年）2月24日：飯田線南部CTC化に伴い無人駅化[2][5]。
- 1987年（昭和62年）4月1日：国鉄分割民営化に伴い、JR東海の駅となる[3]。
- 2000年（平成12年）2月12日：新待合室完成。
- 2018年（平成30年）：秘境駅として認知されるようになり、臨時急行「飯田線秘境駅号」の停車駅となる。

## 駅構造
相対式ホーム2面2線を有する地上駅。飯田駅管理の無人駅である。ホーム間移動用に、ホーム中井侍駅側に構内踏切がある。かつて、ダム資材等の貨物輸送で賑わったことや急行「伊那」が最大7両編成だったこともあり、ホーム有効長が長い。

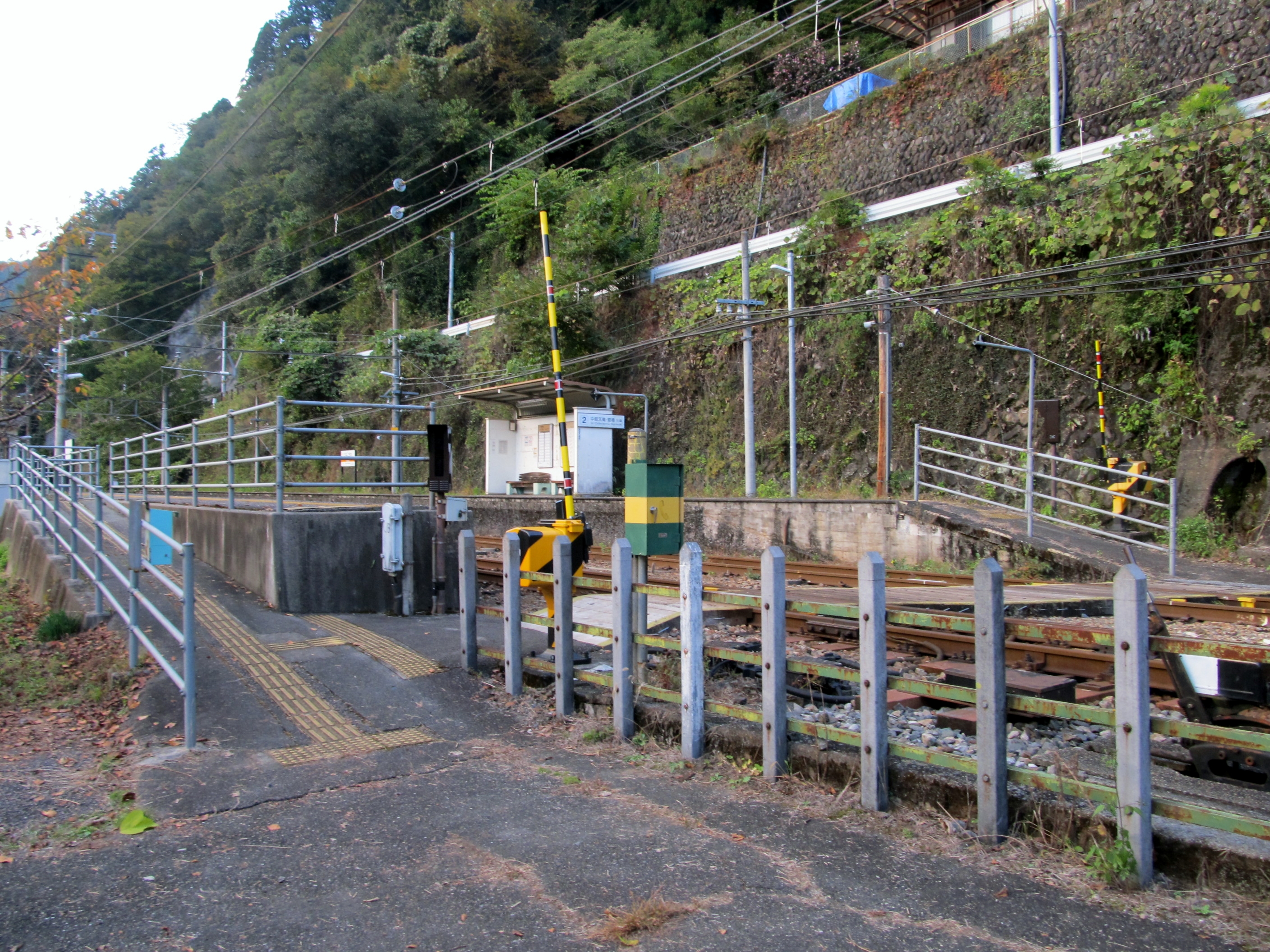
駅出入口（2022年10月）
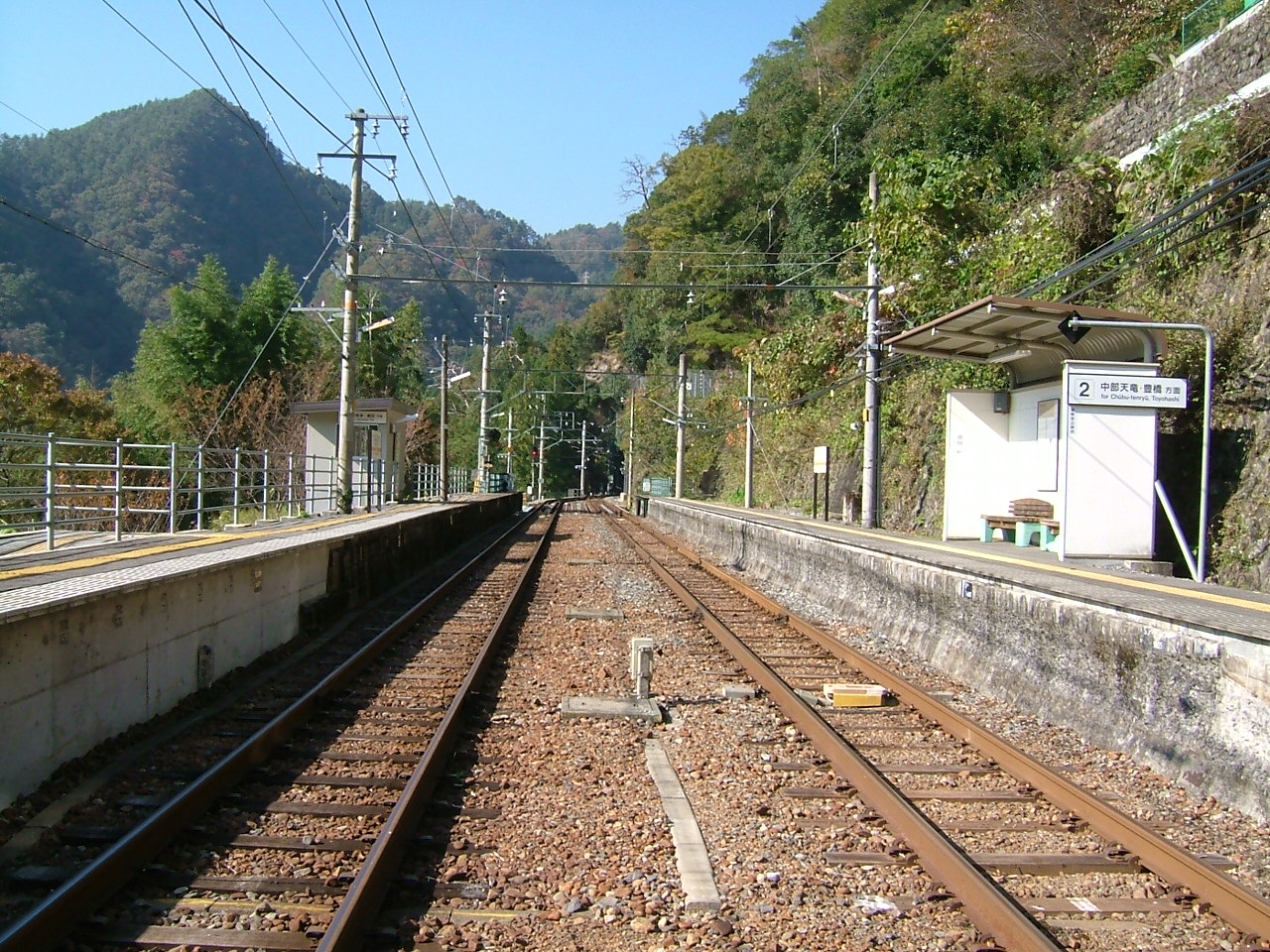
ホーム（2022年10月）
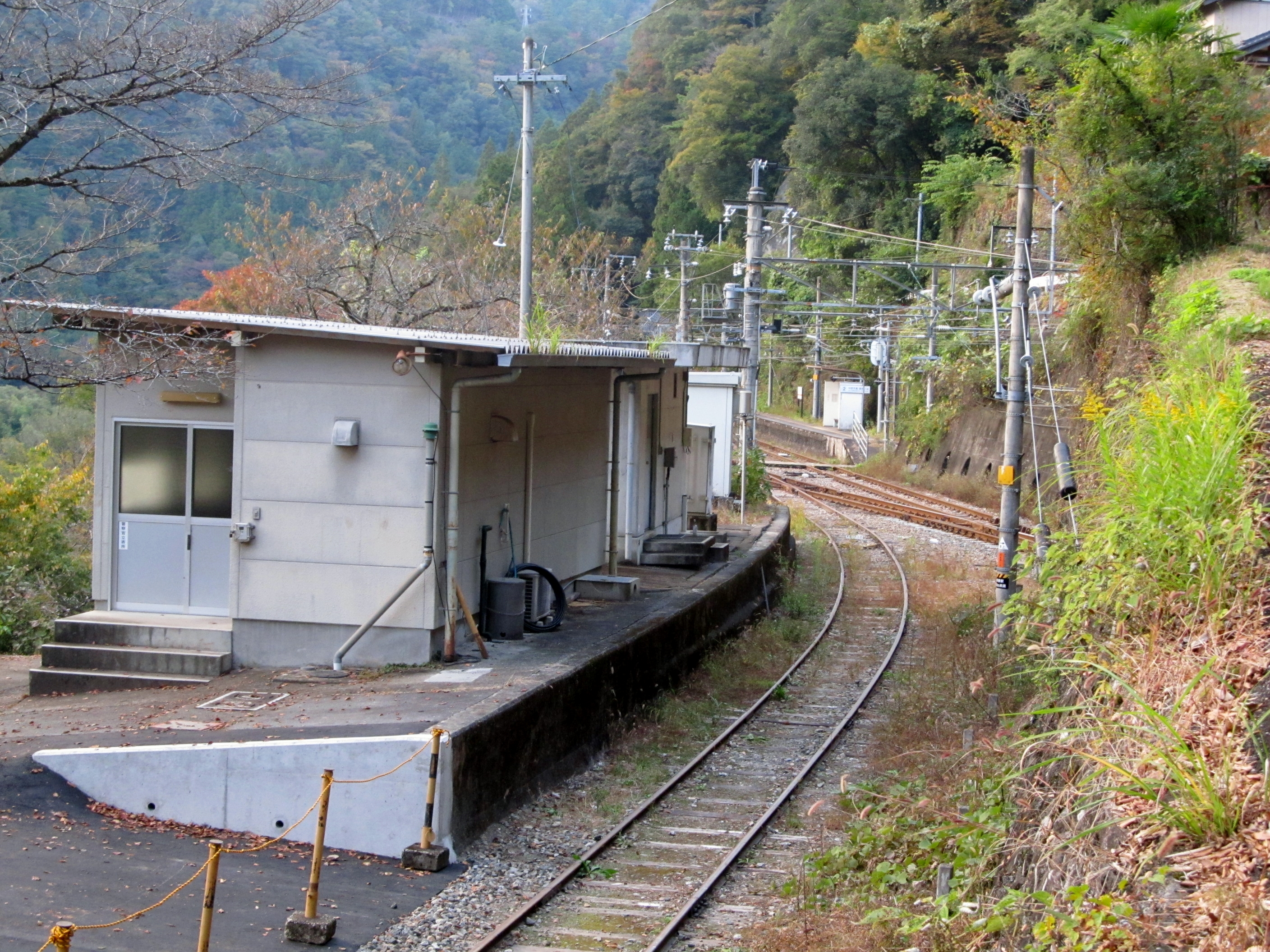
引込線（2022年10月）

### のりば
| 番線 | 路線      | 方向 | 行先               |
| ---- | --------- | ---- | ------------------ |
| 1    | CD 飯田線 | 下り | 天竜峡・飯田方面   |
| 2    | CD 飯田線 | 上り | 中部天竜・豊橋方面 |

## 利用状況
「長野県統計書」によると、1日平均乗車人員は以下の通り。
- 2007年度 - 5人[1]
- 2009年度 - 5人[1]
- 2010年度 - 4人
- 2011年度 - 3人
- 2012年度 - 2人
- 2013年度 - 3人
- 2014年度 - 2人
- 2015年度 - 3人
- 2016年度 - 3人[7]
- 2017年度 - 3人[8]
- 2018年度 - 2人[9]

## 駅周辺
当駅構内にあるカンザクラは長野県内で最も早く咲くものとされ、例年信州への春の訪れとして報道されている。
- 観光地等
  - 天竜川
- 接続の交通
  - 路線バス系統 - 無し
  - タクシー乗場 - 無し（2つ隣の平岡駅前のタクシー会社より、無線電話呼出しとなる。）

## 隣の駅
東海旅客鉄道（JR東海）
CD 飯田線
- 臨時急行「飯田線秘境駅号」停車駅

■快速（上りのみ運転）
水窪駅 ← 伊那小沢駅 ← 平岡駅
■普通
中井侍駅 - 伊那小沢駅 - 鶯巣駅